# Xanthorhoe grisearia
Xanthorhoe grisearia là một loài bướm đêm trong họ Geometridae.